# Sunčev križ
Sunčev križ ili Arevakhach (arm. Արեւախաչ), grafički prikazivan kao ֎ i ֍, povijesni je simbol Armenije i Armenaca, česte pojavnosti u armenskoj arhitekturi (na zidovima i u crkvama) i kulturi. U armenskome jeziku naziva se i „Armenskim simbolom vječnosti” (Հավերժության նշան, romanizirano haverzhut’yan nshan).
Pojavljuje se već u prvom stoljeću, na armenskim grobnim stelama. Do 8. stoljeća postao je uobičajen u armenskoj ikonografiji.